# Hollywood (ТРЦ)
ТРЦ Hollywood (також ТРЦ Голлівуд або ТЦ Голлівуд) — найбільший ТРЦ Чернігова. Відкрився у 2015 році. Загальна площа будівлі — 53,8 тис. кв. м. На схід від ТРЦ Hollywood розташований інший ТЦ — Вена. Ці ТЦ сполучаються внутрішніми проходами, можна вільно переходити із Вени до Голлівуду і навпаки.

## Розташування
Знаходиться на вулиці 77-ї Гвардійської Дивізії, фактично, на розі вулиць Рокоссовського і 1 Травня. До центру Чернігова близько 1 кілометра. Від центру Чернігова до ТРЦ періодично організовуються безкоштовні автобусні маршрути. також організовуються автобусні маршрути із Києва та Гомеля. Біля ТР проходить близько 20 транспортних маршрутів.
Загальна площа земельної ділянки, виділеної під будівництво та реалізацію ТРЦ «Голлівуд», становить близько 6 га. Раніше на цій ділянці був пустир (між Веною і Ялівщиною).

## Історія

### Будівництво
Будівництво ТРЦ «Hollywood» почалося у 2010 році. Згодом у забудовника виникли проблеми із фінансуванням побудови ТЦ і він звернувся із пропозицією до чернігівців за фінансуванням завершення будівництва.
Торгово-розважальний центр було відкрито у вересні 2015 року.

### Закриття у 2020
Із 12 березня по 11 травня 2020 року ТРЦ був закритий через епідемію коронавірусу.

## Відвідуваність
Станом на 2020 рік, ТРЦ «Hollywood» був найпопулярнішим торговим центром Чернігова за показниками унікальних відвідувачів, частотою відвідування та кількістю покупок одягу із значним відривом від інших подібних ТРЦ (наприклад, Мегацентр).

## Використання площ
На момент відкриття ТРЦ «Hollywood» мав площу 53,8 тис. кв. м. та входив до 30 найбільших ТРЦ в Україні.
Окрім близько 200 магазинів і ресторанів, торговий центр містить кінокомплекс «Мультиплекс» (6 залів), а також паркінг площею 2,9 га.

## Спеціальні пропозиції для білорусів
На сайті існує спеціальний розділ для білорусів.